# Синагоге у Хрватској
Синагоге у Хрватској  према непотпуним  подацима из историјских архива  Хрватске, било их је око стотинак, кроз целу историју на простору Хрватске  (почевши од античких, попут proseuche у Мурси  (Осијек), sdoriuma у Сплиту 1397, или загребачкога Domusa Judeorum из 1444, што је вероватно еуфемизам за прву синагогу тада лоцирану на Маркову тргу. Међу Хрватским синагогама више је од половине било уређено у адаптираним, а не посебно грађеним молитвеним просторима и/или у унајмљеним или купљеним кућама.
Највише је синагога настало у Славонији и северозападној Хрватској - већина реформираног ашкенаског обреда, а само неколико њих било је везано уз ортодоксне општине (Илок, Загреб, Ријека), или старе сефардске заједнице у обалним градовима (у којима и данас постоје синагоге у Сплиту и Дубровнику) . Посебан пример борјности синагога на једном месту је Загреб,  у коме је кроз историју идентификовано најмање 12 јеврејских молитвених домова од којих је само једна пројектована и наменски грађена као синагога - велики храм у Прашкој улици.
Данас је још увек јавности познато само девет наменских зиданих синагоге (Вараждин, Копривница, Крижевци, Дарувар, Бјеловар, Осијек - Доњи град, Сисак, Подравска Слатина), шест из 19. века и три из  прва половина 20. века. Још увек су у функцији ортоодоксна мала синагога у Ријеци (саграђена 1932), и синагоге настале у касном средњем веку - синагога у Сплиту и синагога у Дубровнику.
Током холокасута у Другом светском рату срушен је велики број синагога, а оно што је остало као зграда, је занемарено и  урушавало се и после рата у време бивше СФР Југославије, или што је чест случај  до данашњих дана један део синагога добио је неадекватну или ненаменску употребу.

## Историја
Према сачуваним документина најстарија синагоге на тлу Хрватске су оне у Дубровнику и Сплиту, које континуирано постоје 600, односно 500 година.
Кроз историју је у Хрватској постојало укупно 70 синагога. Међутим, то не значи да их је толико много изграђено. Готово половина њих функционисала је у адаптираним просторима изнајмљених кућа и станова. Према археолошким налазима, утврђено је да је прва синагога постојала у касноантичкој Мурси (Осијек) већ почетком 3. века. Бројни јеврејски налази су истражени у Салони, Сењу, Бенковцу, Мућу и другде.
У адаптираним просторима стамбених кућа и даље постоје средњовјековне синагоге у Дубровнику (вероватно из 1408.) и Сплиту (око 1500.), док се у Загребу само памти могућа синагога (1444.) на Марковом тргу.
Највећи замах за изградњу синагога догодио се у периоду од 1836. до 1935. године, што се поклопа са периодом највећег успона и процвата јеврејске заједнице у Хрватској. Током овог периода изграђено је 30 синагога широм Хрватске, са изузетком Баније, Кордуна, Лике и Горског котара, у којима Јевреји нису могли боравити све до демилитаризације Војне крајине 1871. године, и Хрватског загорја, Истре, острва и далматинско залеђе, углавном због руралног карактера ових области.
Тужна судбина велике већине Хрватских синагога   изграђених током златног доба јеврејске заједнице у Хрватској наступио је у периоду  Током и након светских ратова и по њиховом завршетку у другој половини 20. века.
Тако је од 30 синагога изграђених у Хрватској у периоду од 1836. до 1935. године 4 срушено много пре Другог светског рата, а више од 15 срушено, пренамењено, распродато, односно, благо речено, укинуто, у временима мира.
Не зна се колико је од „неколицине“ продато као грађевински материјал, али једноставна рачуница показује да је током Другог светског рата уништено до 11 синагога. Нема сумње да је Други светски рат у Европи, јасно и у Хрватској, био најтежи и најтрагичнији период за Јевреје. Не сумњамо ни у број од преко хиљаду синагога срушених током тог рата широм Европе.
Међутим, чињенице (бројке)  јасно показују да је велики број синагога уништен или укинут у Хрватској током периода мира.
У преосталим, који су постали „јавно власништво“, просторије су пренамењене за друге функције. Тако су у Бјеловару уређена позориште и музичка школа, у Вараждину биоскоп, а у Сиску музичка школа. Кутинска је прво постала магацин млина, затим друштвени дом и на крају гимназија. Крижевци су претворени у Дом омладине, а Копривница у фабричко складиште. У синагоги Подравске Слатине и даље постоји робна кућа. Осјечки Доњи град и даруварска синагога продани су Духовима.
Само су  најстарије синагоге у Сплиту и Дубровнику узорно обновљене. Ускоро ће, међутим, у договору са јеврејском заједницом неке синагоге добити достојну културну намену: вараждинска синагога и копривничка концертна сала.

## Карактеристике градње
Као специфична врста верске архитектуре у јеврејској дијаспори грађене су и синагоге у Хрватској, које се прво јављају у антици (Мурса - Осијек), а потом у касном средњем веку (Сплит, Дубровник, Загреб). Међутим, највећи број синагога изграђених у Хрватској датира само из времена после 1860. године када су Јевреји током интензивне миграције Ашкеназија у Хрватске континенталне градове коначно стекли право поседовања некретнина и могућност изградње властитих храмова. Зато највећи број синагога у Хрватској по стилу градње садржиархитектонске  елементе  карактеристичне за другу половину 19. века и прву половину 20. века.
Типови синагога
Осим „скривених“ молитвених домова што се догађало у раној фази формирања јеврејских заједница када су они били смештани у адаптираним стамбеним просторима, у Хрватској се најчешће јављају четири типа синагога:
- Синагога-кућа - честа у малим градовима (нпр Дарувар, Пакрац, Подравска Слатина, Илок, Церник, Ораховица;
- Трипартитна синагога - Храм с повишеним средишњим ризалитом и тропољном композицијом главног прочеља налик на негдашњи јерусалемски Храм, развијена из прототипа Форстерове бечке синагоге у Темпелгасеу (нпр Загреб, Копривница, Сисак, Крижевци, Карловац, Вировитица и др.);
- Синагога с паром торњева на прочељу с формалним елементима црквеног Вестверка - што се сматра асимилацијским предлошком (Осијек, Ђаково, Нашице, Славонски Брод, Бјеловар, Кутина);
- Куполна синагога с наглашеним оријенталним конотацијама (Вуковар, Ријека, Винковци).

Избор локације
Због традиционалних јеврејских везаности за градове синагоге су углавном урбана појаве (иако је их је било  и у селима попут Сријемских Чаковаца, Даља, Дарде, Алагинаца ...).
Грађене су углавном у јеврејским енклавама уз обод историјских језгара, у близини градског трговачког центра, железнице или луке (нпр „усред Гета“ у Сплиту, у „Ћидовској улици“ у Дубровнику, „Жидовском сокаку“ у Илоку, „Жидо-вароши“ у Леграду, „у гету“ у Чаковцу, „Жидовској вароши“ у Карловцу .. .).
Само је неколико раних примера скромног обликовања и малих димензија настало у анонимним споредним улицама, док се у другој половини 19. века синагоге као најснажнији израз самосвиести и жеље за афирмацијом јеврејских заједница јављају као манифестне градње које по важности свога положаја, величине и репрезентативности архитектуре постају нови урбани акценти.
Најснажнији пример амбициозне градње су:
- вуковарски Темпл смештен високо над Дунавом,
- сисачка и крижевачка синагога позициониране усред градског парка-трга,
- осјечка синагога у главној улици у којој је била највиша и најрепрезентативнија грађевина свога времена,
- загребачка синагога уз комплекс нових трговина који се формирао око Прашке улице почев од Зрињевца према југу.[7]

Због обредних разлога парцеле синагоге по правилу су оријентисана тако да имају западни улаз с припратом (прочеље богомоље повучено је од линије улице 5-10 метара) и источну „јеруасалимску“ нишу за ормар са свитцима Тора.

## Синагоге изграђене у 19. веку

### Синагога у Чаковцу (1836)
Чаковечка синагога изграђена је 1836. године. Иако се формално ради о најстаријој синагоги на подручју данашње Хрватске, Чаковец се у време њеног настанка налазио у склопу Угарске (1526-1867) те се у том контексту и сагледава.
Сачуване фотографије сведоче да је реч о једноспрартном молитвеном дому са уским прозорима који су завршавали полукружним луковима. Расподела прозора указује на централни синагогални простор са западном галеријом за жене. Синагога је била преграђена, а комплекс је обогаћен другим зградама 1876. године.
Синагога је порушена 1944. године, од стране усташа у време Независне државе Хрватске. У знак сећања на њено постојање на том месту постављено је спомен обележје.

### Синагога у Вараждину (1836)
Вараждинска синагога подигнута је на ондашњој градској периферији, удаљена од уличне линије и ограђена богато кованом жељезном оградом. Синагога с два торња у неколико је наврата била преобликована. У екстеријеру наилазимо на елементе неороманике и неомаурског стила. Унутрашњост је свођена чешким капама на појасницама и осликана геометријским орнаментима. У бочним бродовима смјештене су двокатне галерије. Сачуване фотографије свједоче да је арон хакодеш био фланкиран с два пара коринстких ступова. Иако је крај Другог свјетског рата дочекала тек дјеломично оштећена, вараждинска синагога преграђена је и пренамијењена за друге функције.

### Синагоге у Вуковару  (1845 и 1899)
Прва синагога у Вуковару, изграђена је 1845. године, спада у први молитвени дом Јевреја  наменски подигнуту у континенталном делу Хрватске. Синагога је обликована у египатском стилу, учестало коришћеном у архитектури синагога из прве половине19. века, и том периоду био је  јединствени уметнички преседан на овим просторима. Претпоставља се да није имала посебно подигнуте галерије, него је за жене служио само издвојени простор непосредно изнад улаза.
Након што је 1898. године започета градња нове синагоге, Јеврејска општина је продала стару зграду калвинима, и тако је успела да преживи бурна историјска превирања управо захваљујући чињеници да је претворена у калвинистичку цркву. Ипак, срушена је 1967. године након велике поплаве која је задесила тај део Вуковара.
Другу вуковарска синагога, сазидана је у најстаријем делу града, по пројекту архитектe Лудвига Шенеа, као самостојећа  грађевина смештена је унутар малог перка. Била је то прва синагога са куполом у Хрватској која представља еклектички спој неороманилког, неовизантиског и неомаурског стила. У унутрађњости доминира централно постављен молитвени простор. Стубови галерија украшени су оријенталном декорацијом и изведени од ливеног гвожђа. Гвожђе као материјал коришћено је и за обликовање ребрасте куполе.
Синагога је девастирана од стране усташа НДХ почетком Другог светског рата 1941. године.

### Синагога у Илоку (1855)
Синагога у Илоку подигнута је 1855. године  у Доњем граду, у такозваној Жидовској улици  недалеко од трговишта. Пројектована је  је као једноставна приземна зграда са кровом на две воде. Прочеље је рашчлањено лезенама и лучним нишама.
Синагога у Илоку припада типу синагога-кућа, јер се по свом архитектонском изгледу  не разликује од околних објеката. Синагога је страдала у пожар, а обновљена је 1873. године. Овога пута унутрашњост синагоге је уређена са историјским инвентаром. Због тога што је изведена као једнобродна грађевина, смтра се да није имала галерију за жене.
Синагога је продана након Другог светског рата јер у Илоку након холокасута више није било јевреја. Срушена је 1949. године.

### Синагога у Вировитици (1863)
Изграђена је 1863. године у духу раног хисторицизма са елементима неороманике. Прочеље молитвеног дома је троделно са истакнутим средишњим делом. Уз главни портал налазе се два бочна улаза која воде до женских галерија на спрату. На врху забата налазе се плоче Законика. Прочеље је фланкирано са два шиљаста стуба који потсећају на стубове некадашњег јерусалимског Храма.
Синагога је девастирана и опљачкана на крају Великог рата 1918. године, а у потпуности срушена током Другог светског рата од стране усташа 1941. године. На њеном месту изграђена је стамбена зграда.

### Синагога у Ђакову (1863)
Градња синагоге  у Ђакову,  започела  је1863. године и трајала је седамнаест година. Подигнута је на периферији Ђакова на дотада готово неизграђеном уличном потезу. Припада типу синагога с паром торњева завршених октогоналним тамбуром и оријенталним луковицама. Прочеље је рашчлањено великом розетом, трифорама и неороманичким порталом.
Синагогу су на усташе запалиле у априлу 1941. године, а на њеном месту касније је подигнута стамбена зграда.

### Синагога у Осијеку (1869)
Најрепрезентативнији пример синагогалне градње у Славонији представља синагога подигнута у Осијеку. Велика осјечка синагога, позната и под називом Горњоградска синагога, изграђена је 1869. године,  према пројекту архитекта Теодора Стерна, док је градњу надгледао Алоис Фламмбацх. Према сачуваном Стреновом пројекту уз синагогу је планирана и градња јеврејске школе, али је овао замисао остала нереализована.
Осјечка синагога саграђена је као засебна грађевина с великим вртом. Припада типу синагога које се  карактеришу постојањем два торња на западу. Синагога није повучена у дубину парцеле, него су торњеви избачени уз градски плочник. Представљала је највишу грађевину у граду јер је у елевацији надвисила све објекте у оновременом Осијеку.
Изведено троделно прочеље и масивни торњеви блиски су архитектонским облицима примењеним у градњи католичких цркава. Иако, синагога делује попут цркве само на први поглед, јер главна фасада поседује готове све црквене атрибуте, попут два торња,  ипак забата и розете, су синагогалне специфичности које се уоћавају у октогоналној тамбури торњева и лучним завршетцима. Синагога је обликована у комбинацији Рундбоген стила с елементима неороманике и неомаурских форми. На прочељу су уметнути  полихромирани детаљи изведени од теракоте.
Лонгитудинална унутрашњост подељена је у две етаже. У горњој  етажи по дужини простора постављене је галерија за жене. Унутрашњост је украшен геометријским сликама. Арон хакодеш циборијскога типа смештен је у апсиди.
Горњоградска синагога спаљена је у априлу 1941. године, а потпуно је срушена девет година касније. На њеном месту саграђена је стамбена зграда.

### Синагога у Пожеги (1885)
Пожешка синагога, изграђена 1885. године, али не као самостални објект, него је уграђена у улични низ кућа.  Синагога с два торња на прочељу повучена је од улице и ограђена предњим вртом. Упркос скромној спољашњости и мањим димензијама унутрашњост молитвеног дома  красио је богати хисторицистички инвентар са полихромираним арон хакодешом.
Као и бројне друге хрватске синагоге, и ову синагогу сруђиле су усташе 1941. године.

### Синагога у Нашицама (1898)
Ова синагога је изграђена крајем 19. века од 1893. до 1898. године на простору градског  центра недалеко од главног трга.
Припада групи синагога с два торња на прочељу. Поседује стилске карактеристике касног Рундбогенстила. Главно прочеље изведено је у плитко канелираној рустици  са хоризонталним наглашавањем одвојених венаца и употребом полихромије.  Портал и забат изведени су у неороманичком стилу. Забат је завршавао уоквиреним лухотом испод којег се налазио медаљон са Давидовом звијездом.
Синагога су девастирале устађе у пролеће 1942. године.

### Славонскобродска синагога (1898 )
Саграђена је пред сам крај 19. века, 1898. године према пројекту архитектонског студија Хöнигсберга и Деутсцха из Загреба који је такође извео и грађевинске радове. Реализована  је као самостојећа грађевина на великој парцели, окружена вртом и ограђена репрезентативном оградом.
Синагога у Славонском Борду спада у малобројне синагоге које не поседују елементе маурског стила и оријенталне детаље. Изведена је од фуговане опеке у елементима неороманичке архитектуре. Улази за жене нису били смештени у подножју торњева већ се до галерија долазило улазима смештенима у бочном броду. На средини велике розете налазила се шестокрака звијезда која је доминирала прочељем, док се на врху забата нашао лухот.
Оно што посебице карактерише ову синагогу је њен асимилациони концепт, односно тежња прилагођавања црквеној архитектури. Нејеврејски карактер наглашава уписани трансепт и полигонална апсида.
Претпоставља се да је синагога страдала у савезничком бомбардирању почетком 1945. године.

### Синагога у Крижевцима (1895)
Први је Јевреј који се доселио у Крижевце око 1780. године био је Саламон Липман. Након 60 година од доласка првих Јевреја у Крижевеце средином 19. века, тачније 1844. године Адам Брејер је основао Јеврејску опшину Крижевци, након што је на основу Јеврејских правила у граду живело више од 10 одраслих мушкараца Јевреја. Како за ту намену није постојала зграда он је у својој кући организовао први молитвени простор за чланове јеврејске заједнице у Крижевцима и околини.
Изградња синагоге започета је много година касније, тачније 1895. године, када је Јеврејска заједница у Крижевцима била на врхунцу и у том периоду бројала између 230 и 245 чланова. За реализацију овог пројекта изабран је архитектонски атеље Hönigsberg & Deutsch, а за опремање унутрашњости синагоге загребачка фабрика намештаја Боте и Ехрман.
Градња синагоге окончана је 5. рујна 1895. године. Након изградње синагоге наредних скоро пола века синагога је била центар верског и друштвеног живота истакнуте јеврејске заједнице у Крижевцима, тачније до истребљења Јевреја у овом граду у Другом светском рату.
Одмах на почетку Другог светског рата 1941. године током усташког режима синагога је опљачкана и девастирана. Последњи председник Јеврејске општине Људевит Штраус заробљен је од стране усташа 1941. године и депортован у логор на Рабу у коме је преминуо 1943. године.
Две Торе из синагоге спасила је Јеврејка Аделе Вајс и њени пријатељи нејевреји из Крижеваца. Ове Торе су данас изложене у Београдском музеју.
Данас су у некадашњој синагоги смештени:
- Туристичка заједница Града Крижевци,
- Заједница спортских удружења Крижевци,
- Заједница техничке културе Крижевци
- Неколико удружења из Крижеваца.

### Синагога у Копривници
Копривничка синагога припада типу трипартитне синагоге. Главно прочеље уз средњи портал има и засебне бочне улазе за жене. Изнад средишње бифоре налазио се калиграфски натпис из Торе, док је врх атике украшавао лухот. Прочеље је визуелно подељено двоструким паром стубова који симболизују Јахина и Боаза. У унутрађњости молитвеног дома доминира арон хакодеш који је обликован попут неороманичког куполастог циборија.
У унутрашњости се налази само једна галерија за жене коју носе витки гвоздени стубови, док су на спрату постављени дрвени стубови већег пресека.
Прва адаптација копривничке синагоге изведена је 1937. године од стране архитекта Славка Лоја. Притом је уклоњена пластика са прочеља и прочишћена је унутрађњост синагоге.
Зграда синагоге је очувана до данас, али је девастирана због бројних преградњи и промена функција. У њој су оком двадесетог века били смештени затвор, касније фабрика текстила и складиште.

### Синагога у Загребу (1867)
Загребачка синагога је изграђена по трипартитном типу синагоге по пројекту Фрање Клеина 1867. године. Подигнута је на ободу тадашњег града, непосредно уз сајмиште. Убрзо ће овај део града прерасти у ново главно средиште, а синагога прво репрезентативно здање загребачког Доњег града.
Узор за загребачку синагогу пројектант је пронашао у бечкој четврти у Леополдстадт у којој је синагогогу пројектовао Лудwиг Фöрстер. Иако се Клеин определио за трипартитни модел Фöрстерове синагоге, он је загребачкој синагоги додао и арапско-исламске елементе што је синагоги дало егзотичан изглед у односу на дотадашњу архитектонску продукцију у Загребу. Синагога представља најрепрезентативније сведочанство еклектичног романтизма на загребачком подручју и парадигматско дело хрватског раног хисторицизма.
Ова тробродна грађевина има галерију која је подигнутим изнад бочних бродова. До њих су водиле степенице  смештена у западним емпорама. Средишњи, истакнути део  прочеља, фланкиран је са два мања торња  који подсећају на торњеве Соломоновог храма. У средишњем делу прочеље је отворено троделним  отворима изнад којих су смештени троделни прозори. Визуелна подела прочеља на две хоризонталне и три вертикалне линије усклађена је са унутарашњим  распоредом простора.
Према трошковим градње синагога у Загребу је била најскупља хрватска синагога.
Током Другог светског рата усташка власт у Загребу  је наводно из урбанистичких разлога, уклонила синагогу почетком 1942. године.

### Синагога у Сиску (1862 и 1890)
Због сличности у декоративном обликовању и припадности трипартитном типу синагоге, Фрањи Клеину приписана је и сисачка синагога.  Ипак, атрибуција није доказана. Синагога је смештена на главном градском тргу.
Према катастраским изводима настала је између 1862. и 1890. године. Обликована је у духу романтичарског хисторицизма. Прочеље је украшено неороманичким. детаљима, а примењени  су и медаљони и калиграфски натписи из Торе. На врху забата налазио се лухот и Давидова звиезда.
Иако делимично девастирана током Другог светског рата, синагога је адаптирана и претворена у музичку школу која и данас ради у овом простору.

## Синагоге изграђене у 20. веку

### Синагога у Осијеку (1903)
У Осијеку  на подручју Доњег града 1903. године саграђена још једна синагога. Изведена је према пројекту осјечкога архитекта W. C. Хофбауера.
У односу на првосаграшену Горњоградску синагогогу из 19. века, овај молитвени дом Јевреја је скромније градње мањих димензија и неквалитетније израде. Прочеље је тродиелно с тим да је средишњи део прочеља (ризалит) истакнут у простору и фланикаран торњевима са луковима у којима су смештена степеништа која воде до женских галерија. У обликовању прочеља коришћени су неороманички детаљи, Арон хакодеш смештен је у дубокој бачвасто свођеној апсиди.
Доњоградска синагога једина је у потпуности сачувана синагога у Хрватској. Ипак, грађевина је изгубила своју првобитну функцију и данас је  у власништву Еванђеоско Пентекостне цркве.

### Велика синагога у Ријеци (1903)
Велика синагога својим габаритима требало је да одговори верским потребама све више растућег броја досељених мађарских Јевреја у време угарске управе Ријеком у другој половини 19. века, када је у Ријеци нпр. с краја 1890-тих живело око 2.500 Јевреја.
Током 1890-тих у јеку ријечког градитељског замаха у свим областима, почеле су и припреме за подизање Велике ријечке синагоге. Новчани допринос дао је и гувернер L. Szápáry  (који је службовао у Ријеци од 23. јануара 1897. до 2. августа 1903. године), а Град је поклонио земљиште. Архитекта је био Lipóta Baumhorna (1860-1932.) у то доба вероватно најпознатији мађарски пројектант синагога.
Грађевинска дозвола издата је од ријечких власти 8. новембра 1902. године, а у јануару 1903. године је започела градња, коју је водио инг. Carlo Conigh.
Велика синагога је свечано отворена 22. новембра 1903. године на Рош Хашану, јеврејску Нову годину.
Намци заједно са усташама након капитулације Италије девастирали су и запалили синагогу крајем јануара 1944. године, али зидови синагога тада нису срушени.
Остаци синагоге потпуно су уклоњени током крајем 1948. године, након што је Јеврејска заједница Југославије, након масовног егзодуса Јевреја из Ријека продала зграду Општини Ријека.

Наиме како је за потпуну обнову Велике ријечке синагоге, према процени требало око 9 милиона лира у периоду немаштине и масовног егзодуса Јевреја новаца за ту намену није било.
- Велика синагога у Ријеци

## Синага у Бјеловару (1912-1914)
Синагога у Бјеловару  једна је од три молитвена дома на простору Хрватске, тада у саставу Аустроугарској, саграђена у 20 веку у предвечерје Великог рата (1912-1914). Данас је једне од ретких синагога у Хрватској која постоји као објеката али у другој функцији.
Сазидана је према пројекту архитекте Otona Goldscheidera из загребачког бироа Hönigsberg&Deutsch,између 1912. и 1914. године у стилу касне сецесије, по цени од 160.000 ондашњих аустријских круна.
Данас се у згради синагоге налази Градско позориште, а фасада и унутрашњост су знатно деградирани интервенцијама након завршетка Другог светског рата 1945. године.

### Мала синагога у Ријеци (1930)
Мала синагога у Ријеци је седма по реду синагога у Републици Хрватској подигнутих између два светска рата (1919-1941) и једна од две у Ријеци која је за разлику од старије дочекала крај Другог светског рата неоштећена..
Мала ријечка синагога је последња уопште изграђена синагога у Хрватској, са јасним дизајнерским кодом модерности  (у литератури слободно описано као „италијански рационални стил ”) , са само неколико детаља у арт деко стилизацији.
Мала ортодоксна синагога у Улици Ивана Филиповића, саграђена је 1930. године, односно три деценије након Велике синагоге али је за разлику од ње једини сачувани молитвени дом првобитно саграђена као синагога.
Данас је Мала ријечка синагога један је од ретким молитвених домова у Хрватској који је и данас у својој првобитној ритуалној функцији.
Након неопходне свеукупне рестаурације , синагога је званично поново отворена 2008. године. Синагога је средиште ријечке јеврејске заједнице и јеврејске вереисповести у хрватском лучком граду Ријеци. Важан је споменик културе града Ријеке.  

## Девастација синагога у Хрватској

### При светски рат
Неке су Хрватске синагоге срушене још у вихору Првог светског рата:  
1917.
- Стара бјеловарска синагога

1918.
- Синагога у Цернику,
- Синагога у Сремском Чаковцу,
- Синагога у Чаковцу.

### Други свестки рат
Највише синагога је страдало у системском варварском рушењу од стране усташа и Немаца током Другог светског рата
- Прва запаљена синагога у Хрватској била је осјечка горњоградска (и то на дан Хитлеров рођендан 20. априла 1941. године), само десет дана након успостављања Независне Држава Хрватске (НДХ).

- Синагога у Винковцима,
- синагога у Ђакову,
- Синагога у Нашицама,
- Синагога у Пожеги,
- Синагога у  Вировитица,
- Синагога у Валпову,
- Синагога у Доњи Михољац,
- Синагога у Чаковецу,
- Синагога у Новој Градишкој,
- Синагога у Пакрацу.
- Синагога у Загребу која је 12. новембра 1941. године срушена по наредби усташког градоначелник Ивана Вернер уз образложее да „ ...храм није био у складу са обћом средњим (регулаторним) основом за уређење града Загреба “. [5]

Нешто бољу судбину имале су синагоге у јадранским градовима под италијанском окупацијом које су преживеле рат:
- Синагога у Сплиту,
- Синагога у Дубровник,
- Мала синагога у Ријеци, иако су након капитулације Италије јединице Вермахта 1944. године успеле минирати велики Темпио у Ријеци.[5]

Неке су синагоге у Другом светском рату страдале и као успутне жртве борбе:
- Синагога у Славонском Броду, која је ненамерно срушена токо бомбардирања савезничких авијација;[5]
- Синагога у Ораховцу, која је била колатерална штета у нападу партизана на град (у њој био уређен немачки официрски клуб).[5]

### Период од завршетка Другог светског рата до распада СФР Југославије
И по завршетку Другог сцетског рата настављено је са рушењем и деградацијом хрватских синагога и низ година након рата, када су преостале синагоге проглашене као „непотребне“ (у градовима где након холокуста у НДХ више није било Јевреја).
Део синагога отуђила је организацији Савеза јеврејских општина из Београда, која је  продавала синагоге широм Југославије како би се тако стеченим новцем  одржавала јеврејска гробља и преостале функционалне синагоге. На њиховим су парцелама су након рушења настале стамбене зграде, али и робне куће.
У тим распродајама неке синагоге завршиле су као грађевни материјал. Тако су страдале:
- 1948/49. године две синагоге у Илоку (обе су срушене),
- 1950. године синагога у Осијеку,
- 1958. године синагога у Вуковару,[21]
- 1959/60. године синагога у Карловцу,
- 1968/69. године синагога у Кутини.

## Синагоге данас
Међу до данас сачуваним синагогама у Хрватској су:
- Мала ријечка синагога, која је до данас остала једина која је задржала своју првобитну функцију. На њој су изведени конзерваторски радови и данас је заштићен као културно добро.
- Крижевачка синагога која је након продаје претворена у Дом културе.[22]
- Синагога у Сплиту, која је у функцији молитвеног дома,
- Синагога у Дубровнику, која је у функцији молитвеног дома.[5]

## Списак познатијих синагога у Хрватској
| Локација          | Назив                           | Изграђена  | Уништена    | Напомена | Слика |
| ----------------- | ------------------------------- | ---------- | ----------- | --- | ----- |
| Бјеловар          | Синагога у Бјеловару            | 1882       | 1917.       | На почетку Великог рата синагога је напуштен 1914. а потом током рата срушена 1917. |       |
| Бјеловар          | Синагога у Бјеловару            | 1917.      | сачувана    | Служи као дом културе. |       |
| Ђаково            | Синагога у Ђакову               | 1863–1880. | 1941.       | Зграда је запаљена на почетку Другог светског рата |       |
| Чаковец           | Синагога у Чаковцу              | 1836.      | 1944.       | Синагога је срушена у мају 1944. године, на њеном месту подигнут је споменик у знак сећања на молитвени дом Јевреја. |       |
| Доњи Михољац      | Синагога у Доњем Михољцу        | 1913       | после 1948. | Напуштена 1941. године, зграда је продата 1948. године. |       |
| Дубровник         | Синагога у Дубровнику           | 15. век    | сачувана    | У власништву локалне јеврејске заједнице, главни спрат и даље функционише као молитвени дом за свете дане и посебне прилике, али је сада углавном градски музеј у коме се налазе бројни јеврејски ритуални предмети и историјски артефакти. |       |
| Илок              | Синагога у Илоку                | 1855.      | 1949.       | Првобитна синагога обновљена је након пожара 1873. Продана је и срушена 1949. године. |       |
| Карловац          | Синагога у Карловцу             | 1870-1871  | 1960-тих    | После рата, око 1960. године, режим у Хрватској и СФР Југославије срушио је Карловачку синагогу. |       |
| Копривница        | Синагога у Копривници           | 1875–1876  | сачувана    | Зграда синагоге је сачувана до данас, али је значајно уништена услед значајних грађевинских промена и пренамена. |       |
| Крижевци          | Крижевачка синагога             | 1895.      | сачувана    | Зграда је сачувана до данас, али је изгледом у потпуности измењен низом неадекватних обнова. |       |
| Нашице            | Синагога у Нашицама             | 1893–1898. | 1942.       | Зграда синагоге је срушена. |       |
| Осијек            | Горњоградска синагога у Осијеку | 1869.      | 1950.       | Изгорела је у априлу 1941. године, а девет година касније потпуно срушена. |       |
| Осијек            | Доњоградска синагога у Осијеку  | 1901–1903  | сачувана    | Зграда је изгубила своју првобитну функцију и сада је у власништву Лутеранске пентекостне цркве. |       |
| Пакрац            | Синагога у Пакрацу              | 1875.      | 1941.       | Зграда синагоге је порушена од стране усташа у Другом светском рату |       |
| Подравска слатина | Синагога у Подравској Слатини   | 1896.      | сачувана    | Зграда и даље стоји, мада јој је промењена функцију током социјалистичке Југославије. |       |
| Пожега            | Синагога у Пожеги               | 1885.      | 1941.       | Срушена од стране усташа на почетку Другог светског рата |       |
| Ријека            | Синагога у Ријеци               | 1902–1903. | 1944.       | Ријечка синагога уништена је 25. јануара 1944. године током нацистичке окупације Ријеке. |       |
| Сисак             | Синагога у Сиску                | 1870–1880. | сачувана    | Упркос чињеници да је синагога делимично уништена током Другог светског рата, обновљена је за потребе музичке школе која ради и данас. |       |
| Сплит             | Синагога у Сплиту               | 16. век    | сачувана    | Упркос чињеници да је синагога делимично уништена током Другог светског рата, обновљена је и служи својој намени. |       |
| Славонски Брод    | Сингога у Славонском Броду      | 1896.      | 1944.       | Синагога је наводно страдала 1944. од стране усташа а потом и почетком 1945. године током савезничког бомбардовања. |       |
| Вараждин          | Синагога у Вараждину            | 1860–1862. | сачувана    | Оштећен 1941. године, током Другог светског рата од стране усташа. Конфискована 1946. године, обновљена за друге функције. |       |
| Винковци          | Синагога у Винковцима           | 1923       | 1941–1942   | Синагога у Винковцима уништена је током Другог светског рата 1941–1942 од стране режима Независне Државе Хрватске. |       |
| Вировитица        | Синагога у Вировитици           | 1860–1863  | 1941        | Синагога је уништена и опљачкана 1918. године, а потпуно срушена 1941. године. |       |
| Вуковар           | Синагога у Вуковару             | 1899.      | 1967.       | Зграда синагоге је срушена након велике поплаве. |       |
| Загреб            | Синагога у Загребу              | 1866–1867. | 1942.       | Наводно из урбанистички разлога, усташка власт срушила је синагогу почетком 1942. године и тако је нестала најскупља хрватска синагога. |       |